# Giuseppe Perentin
Giuseppe Perentin   (Izola, 21 de febrer de 1906 - Trieste, 1981) va ser un nedador italià que va competir durant les dècades de 1920 i 1930.
Durant la seva carrera esportiva va prendre part en dues edicions dels Jocs Olímpics. El 1928, a Amsterdam, disputà dues proves del programa de natació i el 1932, a Los Angeles, en disputà dues més. En totes quedà eliminat en sèries.
En el seu palmarès destaquen dues medalles de plata en els 1.500 metres lliures al Campionat d'Europa de natació de 1927 i 1931. A nivell nacional guanyà cinc títols dels 1.500 metres i un dels 400 entre 1927 i 1936.